# Stichting Pasveerkorpsen Leeuwarden
De Stichting Pasveerkorpsen Leeuwarden, meer bekend onder de naam Pasveer, is een showkorps uit de Friese stad Leeuwarden. Het korps is vernoemd naar medeoprichter en eerste instructeur Jaap Pasveer. In Huizum-Oost is een weg naar hem vernoemd.
De bezetting van het orkest bestaat voornamelijk uit piccolo's, lyra's en marinetrommels (variant van de kleine trom), aangevuld met diverse andere instrumenten. De stichting bestaat uit drie onderdelen: het Pasveerkorps, Jong Pasveer en de PasveerKidZ.

## Geschiedenis
De voorloper van het Pasveerkorps ontstaat in de jaren vijftig van de twintigste eeuw in Huizum uit een samenwerkingsverband van gymnastiekvereniging Quick en het fanfarekorps Volharding. Het resultaat was een stichting met de naam Leeuwarder Jeugd en Tamboerkorps en stond onder leiding van slagwerkinstructeur Jaap Pasveer. Het L.J.T. nam snel toe in ledenaantal. In oktober 1963 werd besloten de bezetting uit te breiden met fluiten zodat het een tamboer- en pijperkorps werd. Op 17 juni 1964 overleed Jaap Pasveer op 45-jarige leeftijd. Het bestuur besloot de naam van Pasveer uit dankbetoon te verbinden aan de stichting. In het jaar 1967 werd een selectie gemaakt van de beste twintig muzikanten die de naam Pasveerkorps kreeg. Dit korps groeide onder leiding van instructeur Sjoerd Westra uit tot een volwaardige showband.

## Het Pasveerkorps
Het korps bestaat uit ongeveer 60 muzikanten in de leeftijdscategorie van 15 tot en met 35 jaar, met een gemiddelde leeftijd van 19 jaar. Er wordt met de ‘Baseler’ trommeltechniek gespeeld en ze hebben geen koperwerk, maar piccolo’s, dwarsfluiten en lyra’s. 
Het Pasveerkorps werkt jaarlijks mee aan diverse taptoes, parades en bloemencorso’s in binnen- en buitenland. Het korps haalde de titel wereldkampioen op alle onderdelen van het Wereld Muziek Concours in Kerkrade: tweemaal op het onderdeel show in 1989 en 2017, mars in 1993 en marsparade in 2005. In 1998 nam het Pasveerkorps deel aan de World Show Band Championships in Londen. Hier werd het wereldkampioen in de divisie "Showband". In 2017 behaalde het korps een titel op het Wereld Muziek Concours.  

## Jong Pasveer
Het Jong Pasveer bestaat uit muzikanten van 10 tot 16 jaar. Het korps verzorgt jaarlijks diverse optredens in binnen en buitenland. In 2001 werd het Jong Pasveer kampioen in de Star Division show tijdens het Wereld Muziek Concours in Kerkrade. In 2009 behaalden zij daar de derde plaats bij de showwedstrijden. In 2018 is Jong Pasveer Nederlands kampioen geworden in de basisklasse bij ODSC Assen. In 2019 heeft Jong Pasveer twee Nederlandse titels weten te bemachtigen. De eerste titel werd bemachtigd bij ODSC Assen in de jeugdklasse en tijdens het officiële NK in huizen werd er met overmacht van de rest gewonnen. 

## PasveerKidz
Bij PasveerKidZ worden kinderen de muzikale basisvaardigheden bijgebracht die nodig zijn om mee te kunnen spelen in Jong Pasveer. Het is een lesgroep voor kinderen vanaf groep 6. Voor deze groep worden ook allerlei andere activiteiten op muzikaal vlak georganiseerd zoals dans, zang en rap.